# Фебуксостат
Фебуксостат (англ. Febuxostat, лат. Febuxostatum) — синтетичний препарат, що є похідним карбонових кислот, та належить до групи інгібіторів ксантиноксидази, який застосовується перорально. Фебуксостат уперше синтезований у лабораторії японської компанії «Teijin» у 1998 році.

## Фармакологічні властивості
Фебуксостат — синтетичний препарат, що є похідним карбонових кислот, та належить до групи інгібіторів ксантиноксидази. Механізм дії препарату полягає в інгібуванні ферменту ксантиноксидази, наслідком чого є зниження продукції сечової кислоти, що спричинює зниження концентрації сечової кислоти в крові, та внаслідок цього зменшення симптомів подагри. Фебуксостат також не інгібує інших ферментів, які беруть участь у метаболізмі пуринів або піримідинів. Препарат застосовується у хворих подагрою, переважно при непереносимості або неефективності алопуринолу, причому при його застосуванні спостерігається менше побічних ефектів з боку серцево-судинної системи, та навіть має частковий кардіопротективний ефект.

### Фармакокінетика
Фебуксостат швидко і добре всмоктується при пероральному застосуванні, біодоступність препарату складає 84 %. Максимальна концентрація фебуксостату в крові досягається протягом 1—1,5 години після прийому препарату. Метаболізується препарат у печінці з утворенням активних метаболітів. Виводиться фебуксостат з організму як із сечею (49 %), так і з калом (45 %), переважно у вигляді метаболітів. Період напіввиведення препарату складає 5—8 годин.

## Показання до застосування
Фебуксостат застосовується при подагрі, а також при проведенні хімієтерапії для профілактики підвищення концентрації сечової кислоти в крові.

## Побічна дія
При застосуванні фебуксостату можуть спостерігатися наступні побічні ефекти:
- З боку шкірних покривів та алергічні реакції — шкірний висип, свербіж шкіри, дерматит, алопеція, кропив'янка, гіпергідроз, пурпура, зміна забарвлення шкіри, синдром Стівенса-Джонсона, набряк Квінке,, синдром Лаєлла.
- З боку нервової системи — головний біль, запаморочення, парестезії, геміпарез, сонливість, зміна смакового сприйняття, гіпестезія, послаблення нюху, підвищена збудливість, безсоння, шум у вухах, зниження лібідо.
- З боку травної системи — нудота, блювання, діарея або запор, метеоризм, гастроезофагеальна рефлюксна хвороба, біль у животі, диспепсія, сухість у роті, панкреатит, виразковий стоматит, порушення функції печінки, жовчокам'яна хвороба; рідко гепатит, жовтяниця, печінкова недостатність.
- З боку серцево-судинної системи — тахікардія, периферичні набряки, фібриляція передсердь, гіперемія обличчя, приливи крові, артеріальна гіпертензія, підвищена кровоточивість, блокада лівої ніжки пучка Гіса, дуже рідко раптова серцева смерть.
- З боку дихальної системи — задишка, бронхіт, інфекції верхніх дихальних шляхів, кашель.
- З боку сечостатевої системи — ниркова недостатність, сечокам'яна хвороба, гематурія, поллакіурія, протеїнурія, інтерстиційний нефрит.
- З боку опорно-рухового апарату — артралгії, артрит, міалгія, м'язова слабкість, судоми м'язів, бурсит, загострення подагри.
- Зміни в лабораторних аналізах — тромбоцитопенія, анемія, лейкопенія, лімфопенія, підвищення рівня креатиніну та сечовини в крові, збільшення активності печінкових ферментів, гіперкаліємія, гіперглікемія.

## Протипокази
Фебуксостат протипоказаний при підвищеній чутливості до препарату, особам у віці до 18 років.

## Форми випуску
Фебуксостат випускається у вигляді таблеток по 0,08 та 0,012 г.